# Santiago de Cuba (stad)

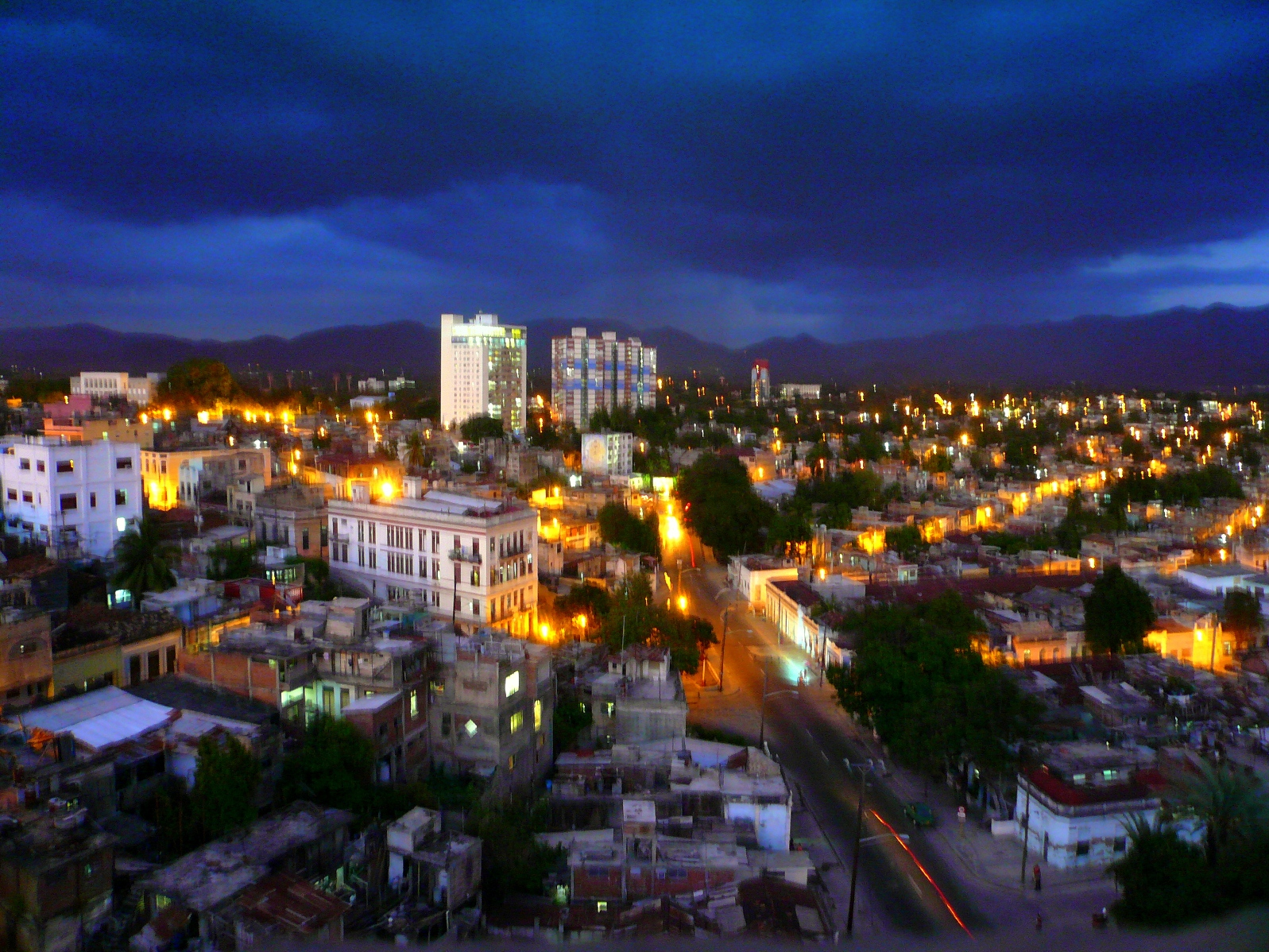
Zonsondergang in Santiago de Cuba

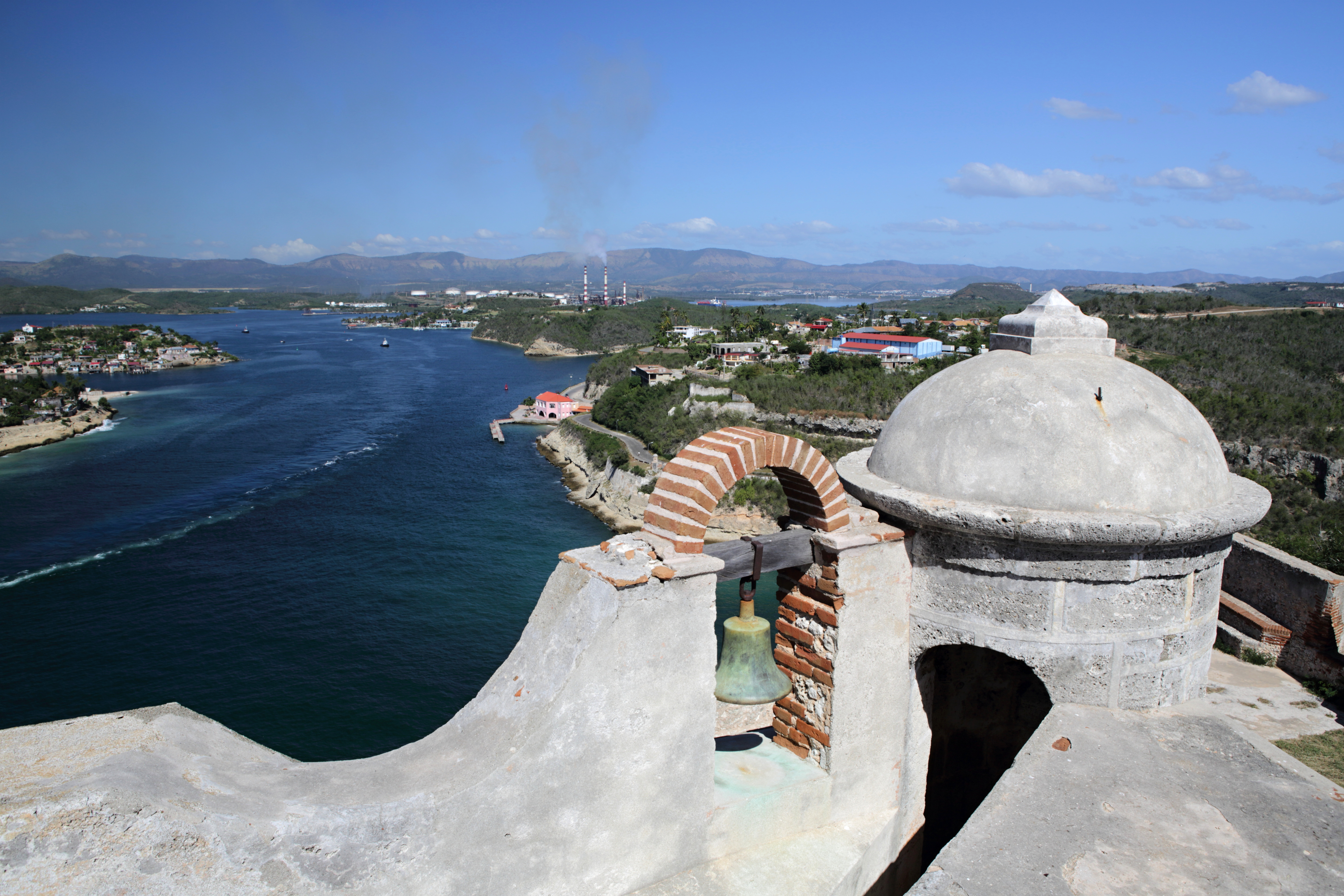
Zicht vanaf Castillo de San Pedro de la Roca op de stad en baai

Santiago de Cuba is de tweede grootste stad van Cuba naar bevolkingsomvang. De aan de zuidkust gelegen stad heeft een half miljoen inwoners en was vroeger (16de eeuw) de hoofdstad van Cuba. Ze is de hoofdstad van de gelijknamige provincie.
Santiago de Cuba ligt tegenover Jamaica en Haïti. Na de onafhankelijkheid van Haïti (1804) verhuisden vele Haïtianen naar hier. De stad heeft een typische Caraïbische sfeer die hieraan wordt toegeschreven.

## Geschiedenis
De baai waaraan de stad ligt werd in 1494 ontdekt door Christoffel Columbus tijdens zijn tweede reis. De Baai van Santiago de Cuba, omgeven door de bergen van de Sierra Maestra, was een veilige ankerplaats. Santiago de Cuba werd op 25 juli 1515 gesticht door de Spaanse  conquistador Diego Velázquez de Cuéllar. Een jaar later werd de nederzetting door brand verwoest, maar werd onmiddellijk herbouwd. Dit was het startpunt van de expedities onder leiding van Juan de Grijalva en Hernán Cortés naar de kusten van Mexico in 1518, en in 1538 door de expeditie van Hernando de Soto naar Florida. De eerste kathedraal werd in 1528 in de stad gebouwd en van 1522 tot 1589 was Santiago de hoofdstad van de Spaanse kolonie Cuba.
Eind 18e en begin 19e eeuw kreeg de stad een grote toestroom van Franse en Britse immigranten te verwerken. De Haïtiaanse Revolutie (1791-1804) was uitgebroken en veel blanken met hun slaven arriveerden uit Saint-Domingue. De Franse invloed was van korte duur. Na de inval van de troepen van Napoleon Bonaparte in Spanje en de strijd die ontbrandde, de Spaanse Onafhankelijkheidsoorlog (1808-1814), kregen de Franse burgers in 1809 het bevel Cuba te verlaten. Velen vertrokken naar New Orleans in de Verenigde Staten.
Tijdens de korte Spaans-Amerikaanse Oorlog leden de Spaanse troepen op 1 juli 1898 bij San Juan Hill een nederlaag. Na het veroveren van de omliggende heuvels, belegerde de Amerikaanse generaal William Rufus Shafter de stad. Een Spaans squadron van zes schepen lag in de haven die door de Amerikaanse marine werd geblokkeerd. Op 3 juli 1898 deden zij een uitval, maar alle zes schepen, inclusief de Cristóbal Colón, werden vernietigd. Cuba had zich onafhankelijk verklaard van Spanje, maar werd bezet door Amerikaanse troepen voor verscheidene jaren.
José Martí (1853-1895), een Cubaanse dichter, schrijver en nationale held, ligt begraven op de Santa Ifigenia-begraafplaats in deze stad.
Op 26 juli 1953 viel een groep revolutionairen onder leiding van Fidel Castro de Moncadakazerne aan. De aanval mislukte, maar legde wel de basis voor de Cubaanse Revolutie waaraan in december 1958 in Santa Clara een einde kwam.

## Bezienswaardigheden
- Het Santa Ifigenia kerkhof dat in 1868 werd geopend. Er zijn behalve graven en grafkapellen ook mausolea. Net zoals op Necrópolis Colón in Havana wordt men begraven volgens status en rijkdom. Sedert 2002 wordt hier een erewacht gehouden voor het meusoleum van Jose Marti. Andere bekende personen die hier begraven werden zijn: Fidel Castro, Antonio Maceo, Carlos Manuel de Céspedes, Compay Segundo van de Buena Vista Social Club, Cuba's eerste president Tomás Estrada Palma en Facundo Bacardí, de grondlegger van de rumindustrie in Cuba en stichter van het gelijknamige imperium.
- Het door de welgestelde Emilio Bacardí Moreau gestichte museum en bibliotheek met o.a. een mummie die de Bacardí-telg uit Egypte heeft meegebracht en een kunstkabinet.[3]
- Moncadakazerne, op 26 juli 1953 viel een groep rebellen onder leiding van Fidel Castro de kazerne aan. De aanval mislukte, maar het wordt gezien als de eerste stap op weg naar revolutie. Het is sinds 1960 een school en ook het Museo de Historia 26 de Julio is hier gevestigd.
- Casa de la Trova is een van de vele muziekhuizen in de stad. Het is de meeste bekende en drukste, waar dagelijks bands en dansers optreden.
- Granma eiland ligt in de baai en is alleen per boot te bereiken. Het is klein, dichtbebouwd en een toeristische trekpleister.
- Het Castillo de San Pedro de la Roca, ligt zes kilometer buiten de stad aan de kust en bewaakt de toegang tot de baai. Het werd in 1700 gebouwd naar een ontwerp van de Italiaans militair ingenieur Battista Antonelli. Het is in 1997 werelderfgoed geworden. Het geheel vormt het meest complete en best bewaarde voorbeeld van Spaans-Amerikaanse militaire architectuur, gebaseerd op Italiaanse en renaissance ontwerpprincipes.
- Op een half uur rijden van het stadscentrum ligt El Cobre, een mijnwerkersdorp met ongeveer 7000 inwoners. Hier staat de grote basiliek Santuario Nacional de la Caridad del Cobre. De basiliek werd in 2015 bezocht door paus Franciscus.

## Bekende inwoners van Santiago de Cuba

### Geboren
- José-Maria de Heredia (1842-1905) , Frans schrijver (dichter) van Cubaanse afkomst.
- Paul Lafargue (1842-1911), Frans socialistisch journalist, literatuurcriticus, essayist, publicist en politicus
- Antonio Maceo (1845-1896), onafhankelijkheidsstrijder en militair leider
- José Giral Pereira (1879-1962), Spaans politicus
- Desi Arnaz (1917-1986), Cubaans-Amerikaans musicus, acteur, komiek en televisieproducer
- Olga Guillot (1922-2010), zangeres
- Enrique Figuerola (1938), atleet
- Alberto Juantorena (1950), atleet en politicus
- Emilio Estefan (1953), Cubaans-Amerikaans musicus en producer
- Orlando Zapata (1967-2010), mensenrechtenactivist
- Sonia Bisset (1971), atlete
- Sibelis Veranes (1974), judoka
- Anier García (1976), atleet
- Yoandri Betanzos (1982), atleet
- Víctor Moya (1982), atleet
- Yaritza Abel (1983), judoka
- Mabel Gay (1983), atlete
- Libania Grenot (1983), Italiaans atlete
- Alexis Copello (1985), Cubaans/Azerbeidzjaans atleet
- Leonel Suárez (1987), atleet
- Pedro Pablo Pichardo (1993), atleet

### Overleden
- Rodrigo de Bastidas (ca. 1460-1527), Spaanse ontdekkingsreiziger
- Diego Velázquez de Cuéllar (1465-1524), Spaans conquistador en gouverneur van Cuba
- Tomás Estrada Palma (1832-1908), eerste president van Cuba